# قو لي
قو لي (بالصينية: 呙俐) هي سباحة متزامنة صينية، ولدت في 11 مايو 1993 في نانجينغ في الصين.

## وصلات خارجية
- قو لي على موقع الاتحاد الدولي للسباحة (الإنجليزية)
- قو لي على موقع اللجنة الأولمبية الدولية (الإنجليزية)
- قو لي على موقع أوليمبيديا (الإنجليزية)
- قو لي على موقع اللجنة الأولمبية الصينية (الإنجليزية)